# 石城镇 (北京市)
石城镇是中国北京市密云区下辖的一个镇，位于密云西部，京通铁路过境。

## 行政区划
石城镇下辖以下地区：
石城镇社区、梨树沟村、水堡子村、王庄村、石城村、石塘路村、河北村、西湾子村、黄峪口村、捧河岩村、张家坟村、二平台村、贾峪村、四合堂村、红星村和黄土梁村。